# Baki Adam
Baki Adam (* 1962, Balkıca, Denizli) je turecký religionista a spisovatel.

## Životopis
Po absolvování základní školy ve své vesnici a střední škole İmam Hatip Lisesi v Denizli, studoval od roku 1987 teologii na univerzitě v Ankaře. Promoval v roce 1989, po osmiměsíční stáži v izraelské metropoli Tel Avivu získal doktorát, v roce 1997 se stal docentem a v roce 2003 profesorem. V současnosti pracuje jako učitel historie na univerzitě v Ankaře.
Mluví plynně arabsky, anglicky a hebrejsky. Je ženatý.

## Dílo
knihy
- Yahudi Kaynaklarına Göre Tevrat. ISBN 9753521367
- Yahudilik ve Hıristiyanlık Açısından Diğer Dinler. ISBN 975352157X
- Dinler Tarihi. ISBN 9754929076
- Karşılaştırmalı Dinler Tarihi.
- Yahudilik ve Hıristiyanlık Açısından Kur’an’ın Tartışmalı Konuları.

články
- Yahudilik ve Şiddet.
- Tevrat'ın Tahrifi Meselesine Müslüman ve Yahudi Cephesinden Bir Bakış.
- Prof. Dr. Hikmet Tanyu'dan Günümüze Dinler Tarihi Çalışmaları.
- Kur'an'ın Anlaşılmasında Tevrat'ın Rolü.
- Yahudilerde Din ve Gelenek Üzerine.
- Musevilikte İnanç, İbadet, Dini Yaşam ve Museviliğin İslamla Ortak Yönleri.
- Dinler Arası Diyalog.